# Міжконфесійний шлюб
Міжконфесійний шлюб, який іноді називають «міжсектним шлюбом» або «екуменічним шлюбом», — це шлюб між подружжям, які сповідують іншу конфесію однієї релігії.
Міжконфесійні шлюби відрізняються від міжрелігійних шлюбів, союзів між двома людьми різних релігій.

## Християнство

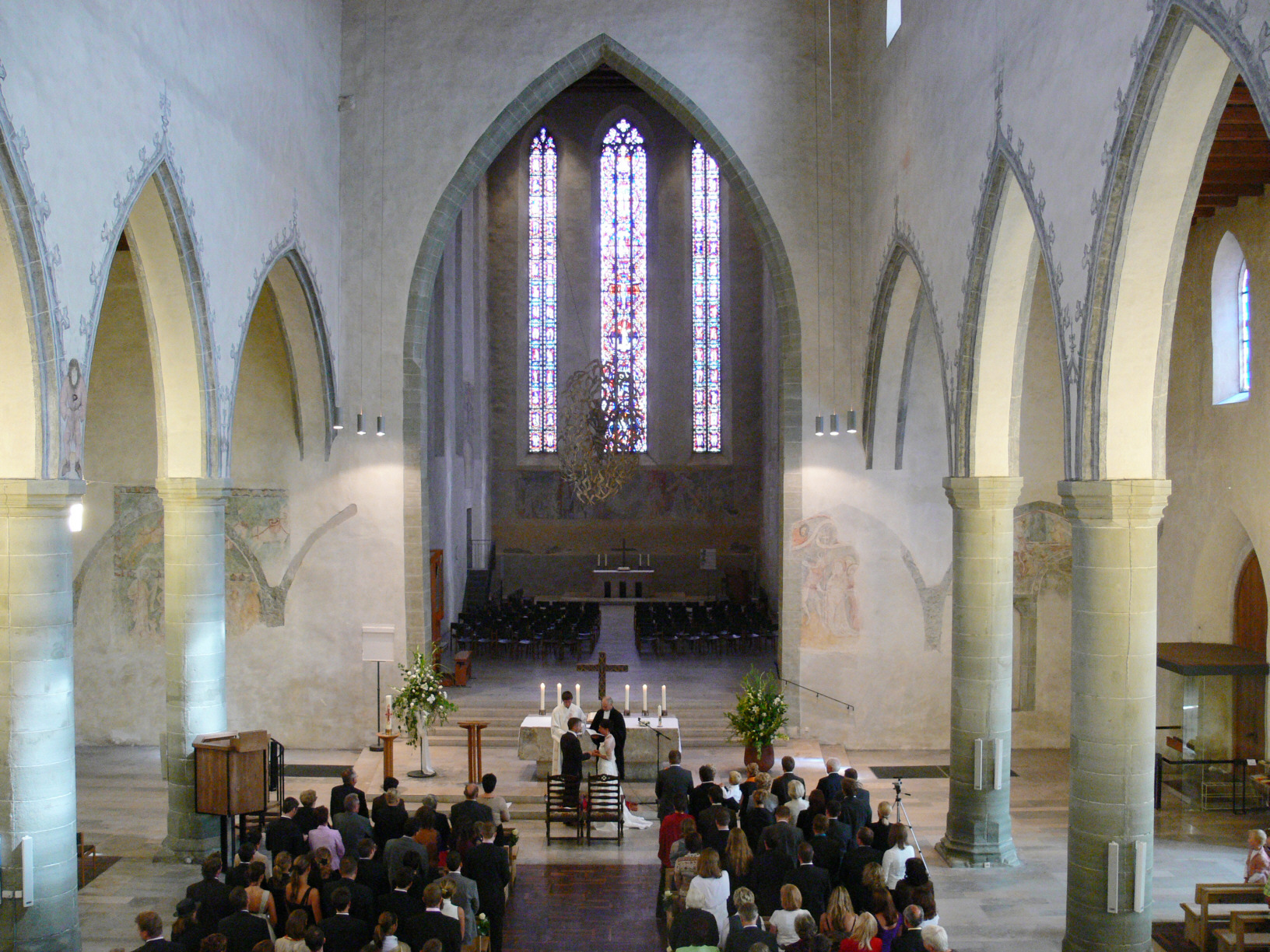
Лютеранський священик у Німеччині вінчає молоду пару в церкві.

У християнстві міжконфесійний шлюб (також відомий як екуменічний шлюб) означає весілля між двома християнами, які належать до різних конфесій, наприклад, шлюб між особами лютеранинської і католицької конфесій.
У методистів, пункт 81 Книги Дисципліни Аллегенійського Веслеянського Методистського З'єднання 2014 року, говорить про міжконфесійні шлюби: «Ми не забороняємо нашим людям одружуватися з особами, які не належать до нашого об'єднання, за умови, що такі особи мають форму і шукають сили благочестя; але ми сповнені рішучості не рекомендувати їм одружуватися з особами, які не підходять під цей опис».
Католицька Церква визнає сакраментальними (1) шлюби між двома хрещеними протестантами або між двома хрещеними православними християнами, а також (2) шлюби між вірними католиками та хрещеними некатоликами, хоча в останньому випадку необхідно отримати згоду єпархіального єпископа, яка називається «дозвіл на укладення змішаного шлюбу». Для ілюстрації (1), наприклад, «якщо два лютерани одружуються в лютеранській церкві в присутності лютеранського служителя, католицька церква визнає це дійсним таїнством шлюбу». Весілля, в якому обидві сторони є католиками, зазвичай проводяться в католицькій церкві, тоді як весілля, в яких одна сторона є католиками, а інша сторона є некатоликами, можуть проводитися в католицькій церкві або некатолицькій церкві.

## Іслам
Найбільшою формою міжконфесійних шлюбів в ісламі є сунітсько-шиїтські шлюби. Ці шлюби поширені в Іраку, але рідко зустрічаються в Саудівській Аравії.